# Турецький потік
«Турецький потік» — міжнародний газопровід, що проходить по дну Чорного моря з Анапського району Росії до Туреччини. Є заміною скасованого проєкту «Південного потоку». Перше постачання газу до Болгарії відбулося 1 січня 2020 року, а офіційне введення системи в експлуатацію припало на 8 січня 2020 року. 

## Загальна характеристика
У 2015 році Туреччина придбала у Росії близько 27 млрд м³ газу, з якого приблизно половина транспортувалася через Блакитний потік, а половина через газотранспортну систему України. Введення лише однієї з ниток «Турецького потоку» дозволило припинити поставки газу в Туреччину через територію України, тоді як друга нитка забезпечила ресурс для живлення "Балканського потоку", що може узяти на себе поставки російського ресурсу до балканських країн. Таким чином, «Турецький потік» в комплексі зі спорудженням газопроводу Північний потік–2 має створити умови для досягнення офіційно оголошеної урядом РФ мети з повного припинення транзиту через територію України.
Існують припущення, що «Турецький потік» може додатково узяти на себе досягнення інших цілей проєкту «Південний потік» з меншим обсягом інвестицій, якщо «Газпрому» вдалось би використовувати потужності Трансадріатичного газопроводу (за положеннями Третього енергопакету власники газопроводів не можуть претендувати більш ніж на 50 % їх пропускної здатності).
Надходження ресурсу на вихідну точку «Турецького потоку» організували через трубопровід Писарівка – Анапа. Від останнього також живиться газопровід Краснодарський край – Крим, який дозволив подати ресурс для споруджених після анексії Крриму нових теплоелектростанцій та виконання програми газифікації приватного сектора.

## Історія
1 грудня 2014 року президент Росії В. Путін заявив на прес-конференції в Анкарі, що Росія відмовляється від будівництва «Південного потоку» через неконструктивну позицію Євросоюзу щодо цього газопроводу. Енергопотоки будуть перенацілені на інші регіони та проєкти по зрідженому газу. "Ми вважаємо, що позиція Єврокомісії була неконструктивна. По суті… ми бачимо, що створюються перешкоди до його реалізації. Якщо Європа не хоче його реалізовувати, значить, тоді він не буде реалізований ", — заявив Путін. Відмова від будівництва «Південного потоку» обумовлена тим, що дозволу на будівництво не надала Болгарія. Глава «Газпрома» Олексій Міллер заявив 1 грудня, що проєкт газопроводу «Південний потік» закритий й повернення до цього проєкту не буде.
27 січня 2015 року з підсумками зустрічі в Анкарі Олексія Міллера та міністра енергетики природних ресурсів Туреччині Танер Йилдиза визначено маршрут: "На зустрічі розглянуто Попередні Результати техніко-економічного розрахунку по новому газопроводу й ухвалено рішення про його маршрут. Потужність чотирьох ниток газопроводу мала становити 63 млрд м³ газу на рік. Газопровід мав пройти 660 км в старому коридорі «Південного потоку» і 250 км в новому коридорі в напрямку європейської частини Туреччини".
7 лютого 2015 року на зустрічі Міллера з Йилдиз узгоджений маршрут проходження «Турецького потоку» по території Турецької республіки. Міллер і Йилдиз зробили обліт запланованої суходільної частини траси газопроводу. Зокрема, були визначені:
- Точка виходу трубопроводу на суходіл в районі населеного пункту Кіїкьой,
- Точка здачі газу для турецьких споживачів — Люлебургаз,
- Точка виходу на турецько-грецький кордон в місцевості Іпсала — довжина цієї ділянки газопроводу мала становити 180 км.

7 квітня 2015 року в Будапешті глави МЗС Греції, Сербії, Македонії, Угорщини і Туреччини підписали декларацію про енергетичну співпрацю в створенні «економічно виправданого шляху диверсифікації маршрутів і джерел» для транспортування природного газу з Туреччини в країни Європи, таким чином підтвердивши бажання брати участь у проєкті на базі маршруту, оприлюдненого Путіним в ході візиту в Угорщину в лютому.
Укладання газопроводу «Турецький потік» на мілководді повинно було початися в першій декаді червня 2015 року. «Турецький потік» протяжністю до 1100 км мав складатися з чотирьох ниток. «Газпром» має намір транспортувати по ньому газ в країни південно-східної Європи. Передбачалося, що на турецько-грецькому кордоні буде створено газовий хаб і країни Євросоюзу будуть самостійно будувати інфраструктуру для приймання палива на своїй території. Але станом на жовтень 2015 роботи не було розпочато, через відсутність міжурядової угоди з Туреччиною, укладання якої стане можливим тільки після формування в Туреччині нового уряду.
6 жовтня 2015 року глава «Газпрому» Олексій Міллер заявив, що компанія не буде будувати заплановані 3-тю і 4-ту нитки «Турецького потоку». Поки в проєкті тільки одна нитка, яка забезпечить поставку 16 млрд м³ на внутрішній ринок Туреччини.
У конфлікті навколо порушення турецького повітряного простору російськими бойовими літаками, які беруть участь у військовій операції в Сирії, Туреччина пригрозила Росії розривом газових контрактів.
8 жовтня 2015 року, під час державного візиту до Японії, президент Туреччині Р. Ердоган заявив, що «Туреччина є головним покупцем російського газу, але якщо буде треба, вона зможе отримувати його і з багатьох інших місць. Це стало б великою втратою для Росії»
26 листопада 2015 року було оголошено, що в зв'язку зі збиттям російського Су-24 в Туреччині Росія припиняє роботу над низкою проєктів інвестиційних і торгових угод з Туреччиною, в тому числі з "Турецького потоку". 3 грудня міністр енергетики Росії Олександр Новак заявив, що проєкт "Турецький потік" призупинений.

### Відновлення проєкту
26 липня 2016 року заступник голови уряду Російської Федерації Аркадій Дворкович заявив про готовність Туреччини відновити проєкт «Турецький потік»
У вересні 2015 року «Газпром» дипломатичними каналами отримав перший дозвіл у межах підготовчих процедур з відновлення проєкту.
10 жовтня 2016 року Москва та Анкара уклали міжурядову угоду про будівництво газопроводу «Турецький потік».
10 жовтня 2016 року Росія та Туреччина уклали міжурядову угоду на прокладання двох ниток газопроводу потужністю 15,75 млрд м³ на рік кожна (сумарна потужність 31 млрд м³). Документ підписали міністр енергетики Росії Олександр Новак і його турецький колега Берат Албайрак у присутності президентів двох країн Путіна і Реджепа Таїпа Ердогана.
3 червня 2017 року міністр енергетики Болгарії Теменужка Петкова підписала з директором «Газпрому» Олексієм Міллером дорожню карту будівництва газогону, за який країна заплатила 3 мільярди левів, згідно з якою сторони мали «опрацювати питання розвитку газотранспортної інфраструктури» на території Болгарії під час дотримання правил ЄС. Тодішня влада Болгарії відмовлялася показувати документ публічно. 17 червня 2021-го виконувач обов'язків міністра енергетики Андрій Живков заявив, що дорожньої карти в міністерстві не знайшли. На початку 2022 року до пошуку дорожньої карти долучилися болгарське держагентство національної безпеки та міністерство внутрішніх справ. Документа не знайшли ні в міністерстві енергетики, ні в інших енергетичних підприємствах.
1 січня 2020 року Болгарія почала отримувати газ «Турецьким потоком». 8 січня 2020 року газогін офіційно ввели в експлуатацію на церемонії у Стамбулі за присутності президентів Туреччини та РФ. Також у церемонії відкриття трубопроводу взяли участь лідери Сербії та Болгарії, до яких планується постачати газ «Турецьким потоком».
Прокладання обох ниток виконало трубоукладальне судно "Pioneering Spirit".

## Вплив на Україну
За оцінками голови правління «Нафтогазу» Андрія Коболєва, через введення в експлуатацію «Турецького потоку» обсяг транзиту газу через Україну у 2020 році скоротиться на 15 млрд м³.